# Sitters
Sitters település Németországban, Rajna-vidék-Pfalz tartományban. Lakosainak száma 94 fő (2023. december 31.).

## Népesség
A település népessége az elmúlt években az alábbi módon változott:
| Lakosok száma | 133  | 94   | 97   | 92   | 93   | 94   |
|               | 1975 | 2017 | 2019 | 2021 | 2022 | 2023 |